# K-MASSIVE
K-MASSIVE（ケー・マッシブ）は、仙台市在住のHIPHOPミュージシャン。
SUNZLUCKのメンバーであり、SENDIANのメンバーとしても活動している。

## 概要
2004年にBEAT MAKERのBUZZY BEATZとSUNZLUCKを結成、仙台を中心に活動を開始する。
SUNZLUCKとしてAIやRATHER UNIQUEなどのアーティストのフロントアクトに出演して経験を積む。また、自身としても、DJ MA-KUN、DJ MUTU、DJ ONO、DANCER MIZUHOとともに、Club NeoBrotherzにてイベント「HOW HIGH」を立ち上げる。
2006年にBallistic Baggyに参加。2007年に自主制作でYONAKANO TAIYOWをSUNZLUCK名義でリリースし、自主販売としては異例の2000枚セールスを達成する。
以降、現在まで5枚リリースされている。
MIXCD GOLDENERAの制作にも携わり、4MC のCREW SENDIANにも所属している。

## ディスコグラフィ

### アルバム

#### インディーズ
|     | リリース日   | タイトル      | 備考         |
| 1st | 2014年2月5日 | KARMA         | アルバム     |
| 2nd | 2015年8月2日 | RINNE-21days- | ミニアルバム |

### 別名義作品
1. SUNZLUCK　「YONAKANO TAIYOW」（2007年4月20日）
1.2on2
2.MY STYLE IS WILD feat.CURE
3.MATASETANA(triple star stee) feat.CROSS
4.SKIT
5.夜中の太陽
6.サンマダ(TRUTH OR FACT?)
7.DON'T WORRY
8.NO MUSIC NO LIFE
9.DOWN TOWN SHIT feat.Ballistic Baggy

### 参加作品
VA　「North East」（2007年2月28日）
6.Hard Knock
1. DJ CITY　「GOLDEN ERA VOL.1」（2009年3月）
2.Good Afternoon
9.To Be
10.We Back
16.Repezen
22.Time
23.Changes
2. DJ CITY　「GOLDEN ERA VOL.2」（2009年9月）
2.Watch Your Step
6.今
11.D.W.O.L
12.Focus
27.Let's Get Together
3. DJ Loud Hailer　「GOLDEN ERA VOL.3」（2010年10月25日）
2.SDI We Go Hard
5.ほっとけ
12.L.I.V.E
24.Cheeeap
27.Waddup
28.泥中の蓮
30.Good Luck
4. DJ Loud Hailer　「GOLDEN ERA VOL.4」（2011年12月12日）
2.Who's That
3.FASS HARD
4.U C ME
6.MORNING
18.Welcome To C9 Party
26.WHAT TIME IZ..
28.Over & Over
5. DJ ASARI　「GOLDEN ERA VOL.5」（2013年2月6日）
2.H.O.P.E
7.Inside
18.Work to do
24.Shining Girl
29.Direction（Exclusive）
30.Dream
6. DJ ANYU　「GOLDEN ERA VOL.6」（2016年4月6日）
1.Intro
6.A blown not edge
17.Climb On
18.Make it right
27.again&again
31.手